# Hernádvécse
Hernádvécse ist eine ungarische Gemeinde im Kreis Encs im Komitat Borsod-Abaúj-Zemplén. Zur Gemeinde gehört die Siedlung Berekaljatanya. Zwölf Prozent der Bewohner gehören zur Volksgruppe der Roma.

## Geografische Lage
Hernádvécse liegt in Nordungarn,  47 Kilometer nordöstlich des Komitatssitzes Miskolc, 13 Kilometer nördlich der Kreisstadt Encs, an dem Fluss Garadna. Nachbargemeinden im Umkreis von fünf Kilometern sind  Garadna, Hernádpetri und  Pusztaradvány.

## Geschichte
Im Jahr 1913 gab es in der damaligen Kleingemeinde 227 Häuser und 1117 Einwohner auf einer Fläche von 2209 Katastraljochen. Sie gehörte zu dieser Zeit zum Bezirk Szikszó im Komitat Abaúj-Torna.

## Sehenswürdigkeiten
- Evangelische Kirche
- Römisch-katholische Kirche Szent Kereszt felmagasztalása, erbaut um 1810
- Schloss Vécsey-Sardagna

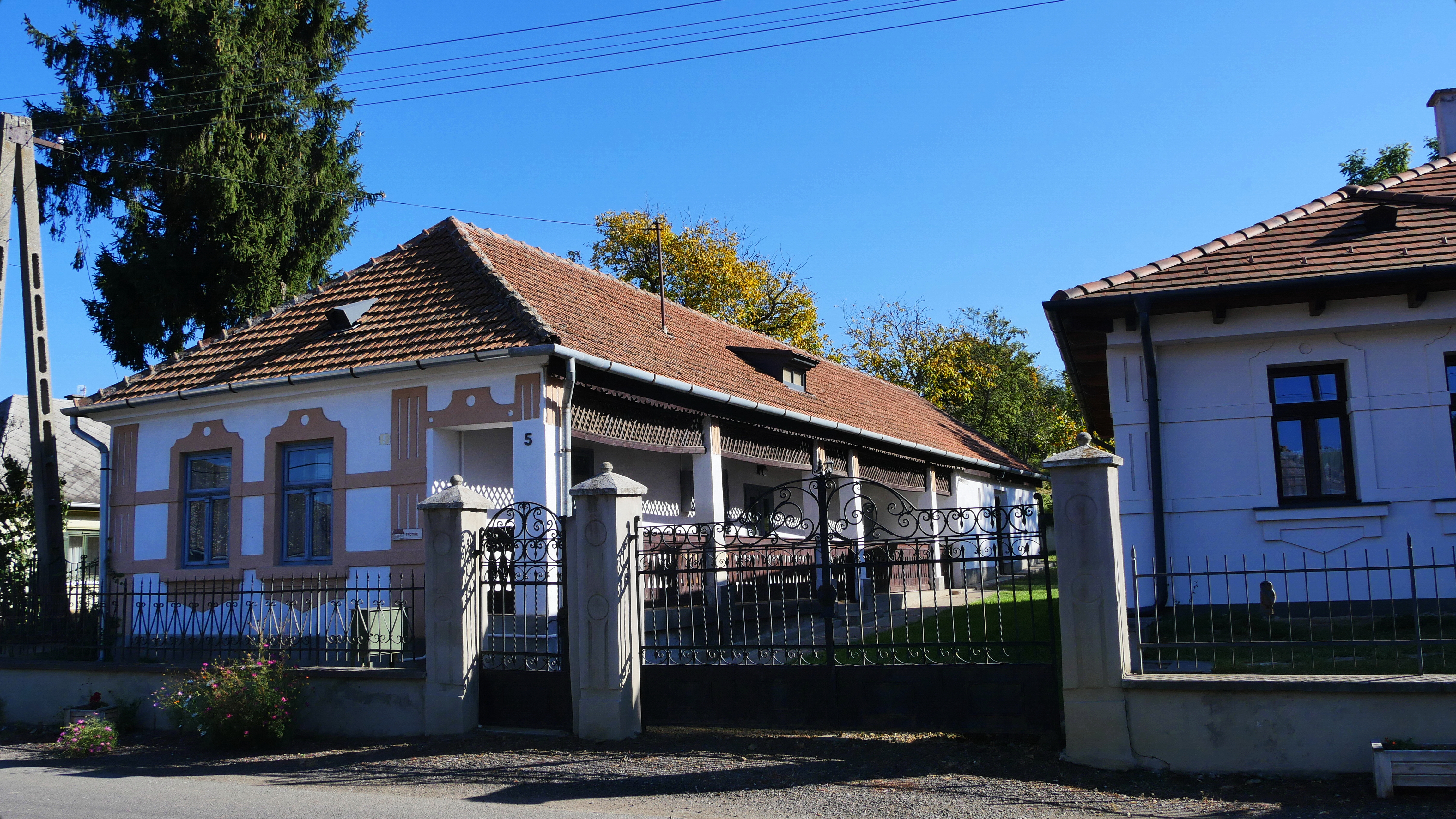
Traditionelles Wohnhaus
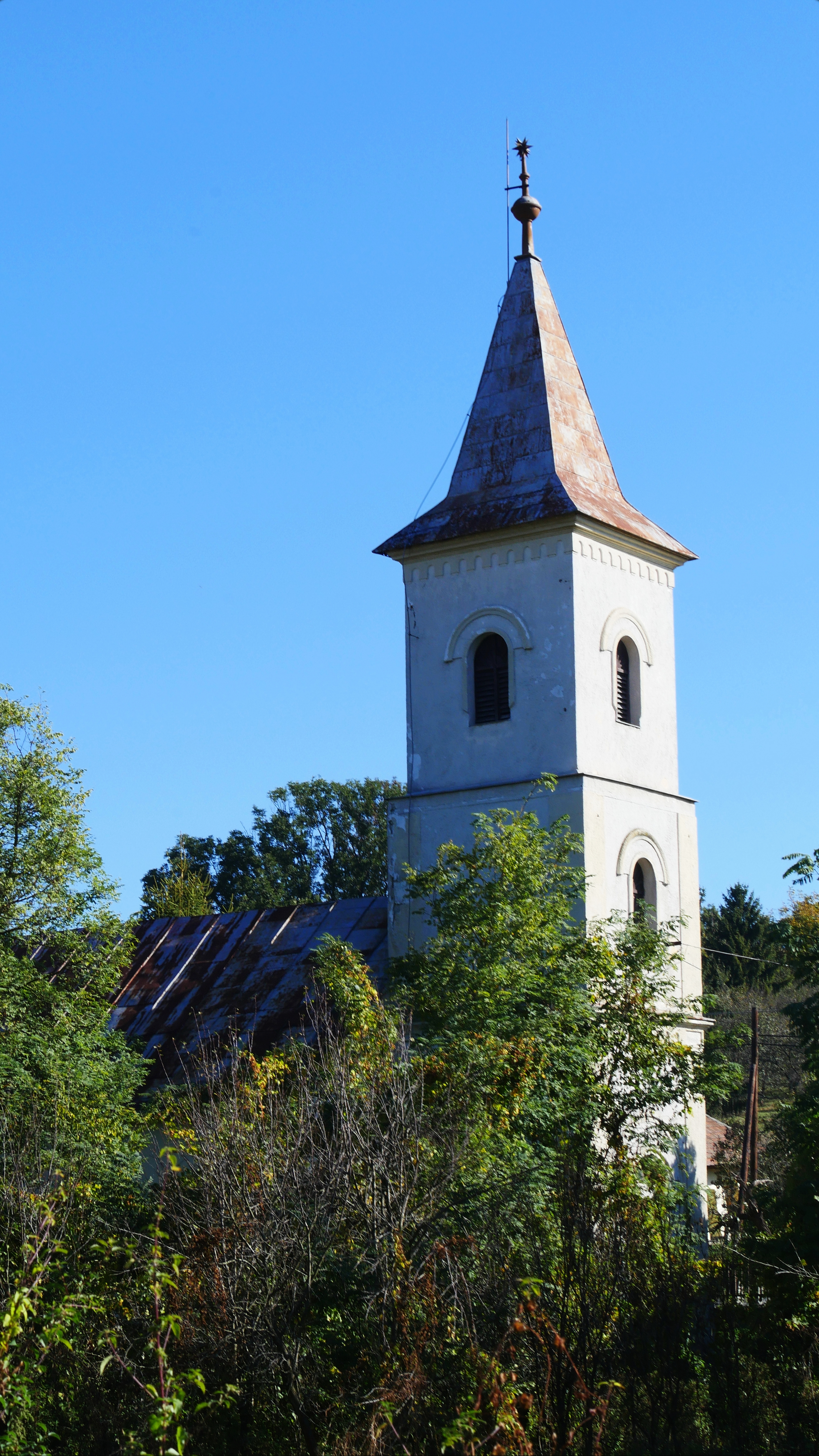
Turm der evangelischen Kirche
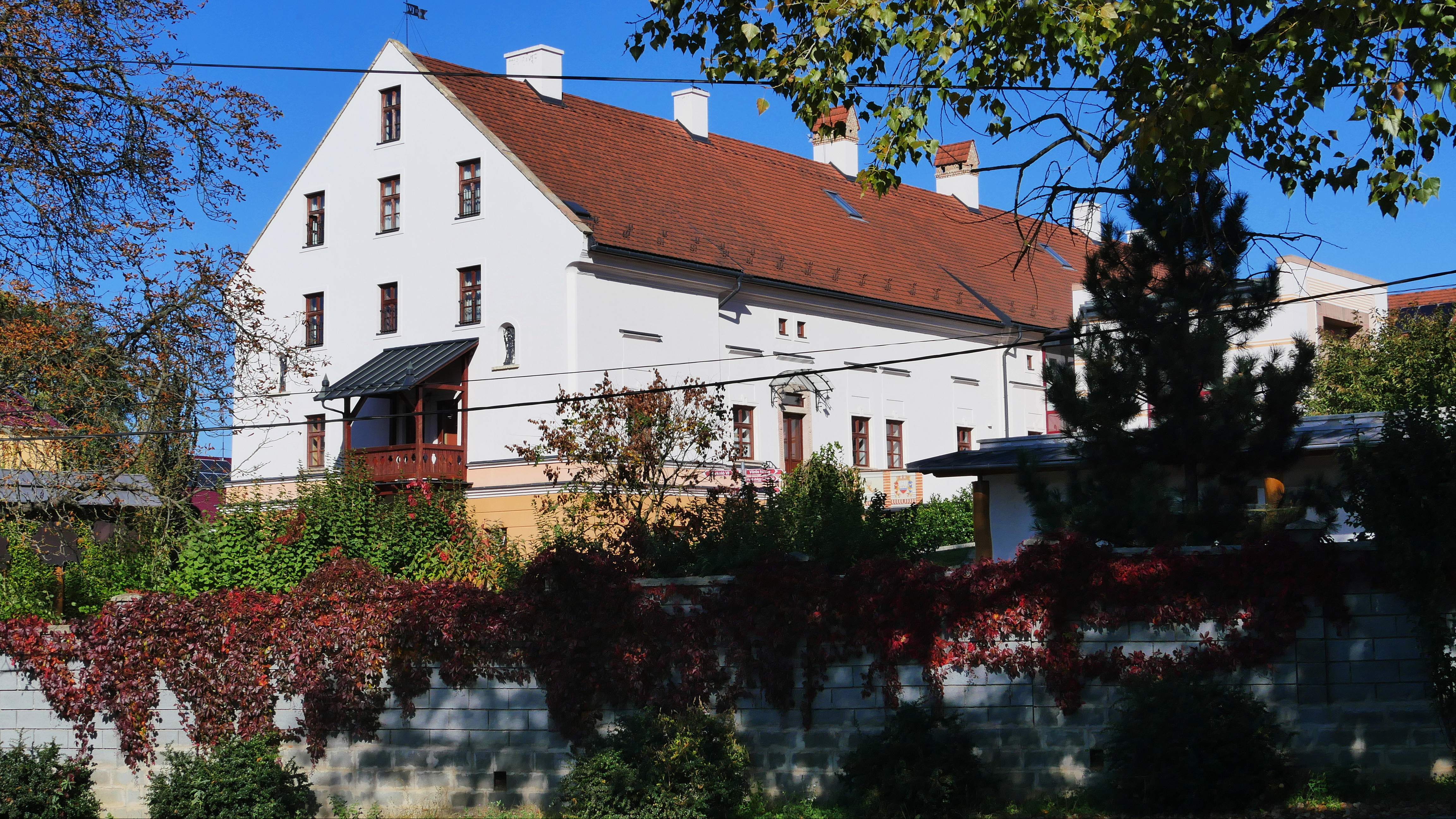
Schloss Vécsey-Sardagna

## Verkehr
Durch Hernádvécse verläuft die Landstraße Nr. 2627, von der die Nebenstraße Nr. 26145 nach Hernádpetri abzweigt. Der nächstgelegene Bahnhof befindet sich fünf Kilometer südlich in Novajidrány.